# Treny (album)
Treny - album Jacaszka wydany w 2008 roku.

## Lista utworów
1. Rytm to nieśmiertelność
2. Lament
3. Orszula
4. Żal
5. Powoli
6. Taniec
7. O ma żałości
8. Tren IV
9. Walc
10. Martwa cisza
11. Rytm to nieśmiertelność II

## Twórcy
- Michał Jacaszek - kompozycje i produkcja
- Stefan Wesołowski - aranżacja smyczków, skrzypce
- Maja Siemińska - wokal
- Ania Śmiszek-Wesołowska - wiolonczela